# Castagné
Castagné è stato un comune italiano in Valsugana, Trentino.
Il territorio comunale includeva i paesi di San Vito, Santa Caterina e Valcanover.

## Storia
Castagné è stato un comune italiano istituito nel 1920 in seguito all'annessione della Venezia Tridentina al Regno d'Italia. Nel 1929 è stato aggregato al comune di Pergine Valsugana.